# 2006-os férfi röplabda-világbajnokság
A 2006-os férfi röplabda-világbajnokság a 16. volt a sportág történetében. A tornát 2006. november 17. és december 2. között rendezték Japánban. A világbajnokságon 24 válogatott vett részt.

## Lebonyolítás
A 24 résztvevőt 4 darab 6 csapatos csoportba sorsolták. Körmérkőzések döntötték el a csoportok végeredményét. A csoportból az első négy helyezett jutott tovább a középdöntőbe, a csapatok az egymás elleni eredményeiket magukkal vitték.
A középdöntőben a 16 csapat 2 darab, 8 csapatos csoportot alkotott, és újabb körmérkőzések voltak. De csak azok a csapatok mérkőztek egymással, amelyek a csoportkörben nem találkoztak. A két középdöntő csoportból az első két helyezett jutott az elődöntőbe. Az elődöntők győztesei játszották a döntőt, a vesztesek a harmadik helyért mérkőzhettek. Az első 12 helyért játszottak helyosztó mérkőzéseket.

## Csoportkör
| Színmagyarázat                                              |
| ----------------------------------------------------------- |
| A csoportok első négy helyezettje bejutott a negyeddöntőbe. |
| A csoportok ötödik és hatodik helyezettjei kiestek.         |

### A csoport
|               |      | Mérkőzések | Mérkőzések | Pontok | Pontok | Pontok | Szettek | Szettek | Szettek |
| Csapat        | Pont | Gy         | V          | P+     | P–     | PA     | Sz+     | Sz–     | SzA     |
| ------------- | ---- | ---------- | ---------- | ------ | ------ | ------ | ------- | ------- | ------- |
| Lengyelország | 10   | 5          | 0          | 376    | 312    | 1,205  | 15      | 0       | MAX     |
| Japán         | 8    | 3          | 2          | 488    | 476    | 1,025  | 11      | 10      | 1,100   |
| Argentína     | 7    | 2          | 3          | 487    | 485    | 1,004  | 9       | 12      | 0,750   |
| Puerto Rico   | 7    | 2          | 3          | 490    | 493    | 0,994  | 9       | 12      | 0,750   |
| Kína          | 7    | 2          | 3          | 473    | 499    | 0,948  | 9       | 13      | 0,692   |
| Egyiptom      | 6    | 1          | 4          | 470    | 519    | 0,906  | 8       | 14      | 0,571   |

| 2006. november 17. 13:00 | Lengyelország         | 3–0 | Kína | Szaitama Nézőszám: 479 |
| 2006. november 17. 13:00 | (25–21, 25–20, 25–21) |     |      | Szaitama Nézőszám: 479 |

| 2006. november 17. 15:00 | Puerto Rico                         | 3–2 | Argentína | Szaitama Nézőszám: 1 400 |
| 2006. november 17. 15:00 | (19–25, 34–32, 28–26, 21–25, 15–13) |     |           | Szaitama Nézőszám: 1 400 |

| 2006. november 17. 18:00 | Egyiptom                            | 2–3 | Japán | Szaitama Nézőszám: 9 200 |
| 2006. november 17. 18:00 | (13–25, 21–25, 26–24, 26–24, 12–15) |     |       | Szaitama Nézőszám: 9 200 |

| 2006. november 18. 13:00 | Argentína             | 0–3 | Lengyelország | Szaitama Nézőszám: 3 892 |
| 2006. november 18. 13:00 | (21–25, 22–25, 22–25) |     |               | Szaitama Nézőszám: 3 892 |

| 2006. november 18. 15:00 | Egyiptom                            | 3–2 | Puerto Rico | Szaitama Nézőszám: 6 276 |
| 2006. november 18. 15:00 | (27–29, 19–25, 25–21, 25–20, 15–12) |     |             | Szaitama Nézőszám: 6 276 |

| 2006. november 18. 18:00 | Japán                               | 2–3 | Kína | Szaitama Nézőszám: 14 251 |
| 2006. november 18. 18:00 | (25–22, 22–25, 20–25, 25–23, 13–15) |     |      | Szaitama Nézőszám: 14 251 |

| 2006. november 19. 13:00 | Kína                                | 2–3 | Argentína | Szaitama Nézőszám: 2 136 |
| 2006. november 19. 13:00 | (25–22, 21–25, 25–17, 17–25, 15–17) |     |           | Szaitama Nézőszám: 2 136 |

| 2006. november 19. 15:00 | Lengyelország         | 3–0 | Egyiptom | Szaitama Nézőszám: 4 275 |
| 2006. november 19. 15:00 | (25–13, 25–19, 26–24) |     |          | Szaitama Nézőszám: 4 275 |

| 2006. november 19. 18:00 | Puerto Rico                  | 1–3 | Japán | Szaitama Nézőszám: 10 269 |
| 2006. november 19. 18:00 | (23–25, 20–25, 25–21, 34–36) |     |       | Szaitama Nézőszám: 10 269 |

| 2006. november 21. 13:00 | Egyiptom                            | 2–3 | Kína | Szaitama Nézőszám: 503 |
| 2006. november 21. 13:00 | (25–22, 25–22, 30–32, 20–25, 16–18) |     |      | Szaitama Nézőszám: 503 |

| 2006. november 21. 15:00 | Puerto Rico           | 0–3 | Lengyelország | Szaitama Nézőszám: 2 653 |
| 2006. november 21. 15:00 | (22–25, 22–25, 23–25) |     |               | Szaitama Nézőszám: 2 653 |

| 2006. november 21. 18:00 | Japán                        | 3–1 | Argentína | Szaitama Nézőszám: 11 382 |
| 2006. november 21. 18:00 | (25–16, 22–25, 27–25, 27–25) |     |           | Szaitama Nézőszám: 11 382 |

| 2006. november 22. 13:00 | Kína                         | 1–3 | Puerto Rico | Szaitama Nézőszám: 938 |
| 2006. november 22. 13:00 | (17–25, 13–25, 25–21, 24–26) |     |             | Szaitama Nézőszám: 938 |

| 2006. november 22. 15:00 | Argentína                    | 3–1 | Egyiptom | Szaitama Nézőszám: 2 257 |
| 2006. november 22. 15:00 | (25–18, 29–31, 25–20, 25–20) |     |          | Szaitama Nézőszám: 2 257 |

| 2006. november 22. 18:00 | Lengyelország         | 3–0 | Japán | Szaitama Nézőszám: 19 836 |
| 2006. november 22. 18:00 | (25–18, 25–21, 25–23) |     |       | Szaitama Nézőszám: 19 836 |

### B csoport
|               |      | Mérkőzések | Mérkőzések | Pontok | Pontok | Pontok | Szettek | Szettek | Szettek |
| Csapat        | Pont | Gy         | V          | P+     | P–     | PA     | Sz+     | Sz–     | SzA     |
| ------------- | ---- | ---------- | ---------- | ------ | ------ | ------ | ------- | ------- | ------- |
| Brazília      | 9    | 4          | 1          | 418    | 350    | 1,194  | 13      | 4       | 3,250   |
| Franciaország | 9    | 4          | 1          | 491    | 466    | 1,054  | 13      | 7       | 1,857   |
| Németország   | 9    | 4          | 1          | 409    | 391    | 1,046  | 12      | 5       | 2,400   |
| Kuba          | 7    | 2          | 3          | 401    | 424    | 0,946  | 8       | 11      | 0,727   |
| Görögország   | 6    | 1          | 4          | 408    | 446    | 0,915  | 6       | 13      | 0,462   |
| Ausztrália    | 5    | 0          | 5          | 402    | 452    | 0,889  | 3       | 15      | 0,200   |

| 2006. november 17. 13:00 | Kuba                         | 1–3 | Brazília | Fukuoka Nézőszám: 610 |
| 2006. november 17. 13:00 | (25–21, 19–25, 15–25, 22–25) |     |          | Fukuoka Nézőszám: 610 |

| 2006. november 17. 15:00 | Görögország                  | 1–3 | Franciaország | Fukuoka Nézőszám: 730 |
| 2006. november 17. 15:00 | (22–25, 22–25, 25–22, 17–25) |     |               | Fukuoka Nézőszám: 730 |

| 2006. november 17. 18:00 | Németország                  | 3–1 | Ausztrália | Fukuoka Nézőszám: 880 |
| 2006. november 17. 18:00 | (20–25, 25–22, 25–21, 30–28) |     |            | Fukuoka Nézőszám: 880 |

| 2006. november 18. 13:00 | Brazília              | 3–0 | Görögország | Fukuoka Nézőszám: 1 680 |
| 2006. november 18. 13:00 | (25–19, 25–18, 25–16) |     |             | Fukuoka Nézőszám: 1 680 |

| 2006. november 18. 15:00 | Ausztrália                   | 1–3 | Franciaország | Fukuoka Nézőszám: 2 330 |
| 2006. november 18. 15:00 | (23–25, 28–30, 26–24, 24–26) |     |               | Fukuoka Nézőszám: 2 330 |

| 2006. november 18. 18:00 | Németország           | 3–0 | Kuba | Fukuoka Nézőszám: 2 254 |
| 2006. november 18. 18:00 | (25–14, 25–23, 25–20) |     |      | Fukuoka Nézőszám: 2 254 |

| 2006. november 19. 13:00 | Kuba                  | 3–0 | Ausztrália | Fukuoka Nézőszám: 2 217 |
| 2006. november 19. 13:00 | (25–15, 25–19, 25–20) |     |            | Fukuoka Nézőszám: 2 217 |

| 2006. november 19. 15:00 | Görögország           | 0–3 | Németország | Fukuoka Nézőszám: 2 568 |
| 2006. november 19. 15:00 | (22–25, 26–28, 21–25) |     |             | Fukuoka Nézőszám: 2 568 |

| 2006. november 19. 18:00 | Franciaország                | 3–1 | Brazília | Fukuoka Nézőszám: 3 066 |
| 2006. november 19. 18:00 | (20–25, 25–22, 25–23, 29–27) |     |          | Fukuoka Nézőszám: 3 066 |

| 2006. november 21. 13:00 | Kuba                                | 3–2 | Görögország | Fukuoka Nézőszám: 730 |
| 2006. november 21. 13:00 | (25–19, 20–25, 25–22, 21–25, 15–12) |     |             | Fukuoka Nézőszám: 730 |

| 2006. november 21. 15:00 | Ausztrália            | 0–3 | Brazília | Fukuoka Nézőszám: 750 |
| 2006. november 21. 15:00 | (19–25, 19–25, 23–25) |     |          | Fukuoka Nézőszám: 750 |

| 2006. november 21. 18:00 | Németország                  | 3–1 | Franciaország | Fukuoka Nézőszám: 916 |
| 2006. november 21. 18:00 | (22–25, 25–21, 28–26, 25–22) |     |               | Fukuoka Nézőszám: 916 |

| 2006. november 22. 13:00 | Brazília              | 3–0 | Németország | Fukuoka Nézőszám: 683 |
| 2006. november 22. 13:00 | (25–13, 25–21, 25–22) |     |             | Fukuoka Nézőszám: 683 |

| 2006. november 22. 15:00 | Franciaország                | 3–1 | Kuba | Fukuoka Nézőszám: 812 |
| 2006. november 22. 15:00 | (25–21, 25–19, 21–25, 25–17) |     |      | Fukuoka Nézőszám: 812 |

| 2006. november 22. 18:00 | Görögország                  | 3–1 | Ausztrália | Fukuoka Nézőszám: 949 |
| 2006. november 22. 18:00 | (25–20, 25–22, 22–25, 25–23) |     |            | Fukuoka Nézőszám: 949 |

### C csoport
|                  |      | Mérkőzések | Mérkőzések | Pontok | Pontok | Pontok | Szettek | Szettek | Szettek |
| Csapat           | Pont | Gy         | V          | P+     | P–     | PA     | Sz+     | Sz–     | SzA     |
| ---------------- | ---- | ---------- | ---------- | ------ | ------ | ------ | ------- | ------- | ------- |
| Bulgária         | 10   | 5          | 0          | 449    | 398    | 1,128  | 15      | 4       | 3,750   |
| Olaszország      | 9    | 4          | 1          | 463    | 402    | 1,152  | 14      | 6       | 2,333   |
| Csehország       | 7    | 2          | 3          | 386    | 377    | 1,024  | 8       | 9       | 0,889   |
| Egyesült Államok | 7    | 2          | 3          | 400    | 420    | 0,952  | 8       | 10      | 0,800   |
| Venezuela        | 7    | 2          | 3          | 401    | 433    | 0,926  | 8       | 11      | 0,727   |
| Irán             | 5    | 0          | 5          | 350    | 419    | 0,835  | 2       | 15      | 0,133   |

| 2006. november 17. 13:00 | Egyesült Államok             | 1–3 | Venezuela | Nagano Nézőszám: 1 200 |
| 2006. november 17. 13:00 | (18–25, 25–20, 21–25, 18–25) |     |           | Nagano Nézőszám: 1 200 |

| 2006. november 17. 15:00 | Csehország            | 3–0 | Irán | Nagano Nézőszám: 1 150 |
| 2006. november 17. 15:00 | (25–23, 25–19, 25–22) |     |      | Nagano Nézőszám: 1 150 |

| 2006. november 17. 18:00 | Olaszország                        | 2–3 | Bulgária | Nagano Nézőszám: 1 200 |
| 2006. november 17. 18:00 | (25–20, 24–26, 16–25, 25–16, 8–15) |     |          | Nagano Nézőszám: 1 200 |

| 2006. november 18. 13:00 | Irán                         | 1–3 | Venezuela | Nagano Nézőszám: 2 100 |
| 2006. november 18. 13:00 | (20–25, 25–23, 17–25, 20–25) |     |           | Nagano Nézőszám: 2 100 |

| 2006. november 18. 15:00 | Csehország            | 0–3 | Olaszország | Nagano Nézőszám: 2 500 |
| 2006. november 18. 15:00 | (22–25, 19–25, 23–25) |     |             | Nagano Nézőszám: 2 500 |

| 2006. november 18. 18:00 | Bulgária              | 3–0 | Egyesült Államok | Nagano Nézőszám: 2 200 |
| 2006. november 18. 18:00 | (30–28, 25–22, 25–21) |     |                  | Nagano Nézőszám: 2 200 |

| 2006. november 19. 13:00 | Egyesült Államok             | 3–1 | Csehország | Nagano Nézőszám: 2 150 |
| 2006. november 19. 13:00 | (25–16, 15–25, 25–20, 25–23) |     |            | Nagano Nézőszám: 2 150 |

| 2006. november 19. 15:00 | Venezuela                    | 1–3 | Bulgária | Nagano Nézőszám: 2 500 |
| 2006. november 19. 15:00 | (25–22, 17–25, 22–25, 17–25) |     |          | Nagano Nézőszám: 2 500 |

| 2006. november 19. 18:00 | Olaszország                  | 3–1 | Irán | Nagano Nézőszám: 2 050 |
| 2006. november 19. 18:00 | (25–15, 21–25, 25–21, 25–19) |     |      | Nagano Nézőszám: 2 050 |

| 2006. november 21. 13:00 | Irán                  | 0–3 | Bulgária | Nagano Nézőszám: 680 |
| 2006. november 21. 13:00 | (19–25, 18–25, 23–25) |     |          | Nagano Nézőszám: 680 |

| 2006. november 21. 15:00 | Csehország            | 3–0 | Venezuela | Nagano Nézőszám: 820 |
| 2006. november 21. 15:00 | (25–20, 25–14, 25–19) |     |           | Nagano Nézőszám: 820 |

| 2006. november 21. 18:00 | Olaszország                  | 3–1 | Egyesült Államok | Nagano Nézőszám: 1 250 |
| 2006. november 21. 18:00 | (22–25, 25–17, 25–22, 25–18) |     |                  | Nagano Nézőszám: 1 250 |

| 2006. november 22. 13:00 | Bulgária                     | 3–1 | Csehország | Nagano Nézőszám: 1 800 |
| 2006. november 22. 13:00 | (20–25, 25–22, 25–20, 25–21) |     |            | Nagano Nézőszám: 1 800 |

| 2006. november 22. 15:00 | Egyesült Államok      | 3–0 | Irán | Nagano Nézőszám: 1 010 |
| 2006. november 22. 15:00 | (25–19, 25–22, 25–23) |     |      | Nagano Nézőszám: 1 010 |

| 2006. november 22. 18:00 | Venezuela                    | 1–3 | Olaszország | Nagano Nézőszám: 1 250 |
| 2006. november 22. 18:00 | (13–25, 25–22, 21–25, 15–25) |     |             | Nagano Nézőszám: 1 250 |

### D csoport
|                       |      | Mérkőzések | Mérkőzések | Pontok | Pontok | Pontok | Szettek | Szettek | Szettek |
| Csapat                | Pont | Gy         | V          | P+     | P–     | PA     | Sz+     | Sz–     | SzA     |
| --------------------- | ---- | ---------- | ---------- | ------ | ------ | ------ | ------- | ------- | ------- |
| Szerbia és Montenegró | 10   | 5          | 0          | 420    | 339    | 1,239  | 15      | 2       | 7,500   |
| Oroszország           | 9    | 4          | 1          | 367    | 296    | 1,240  | 12      | 3       | 4,000   |
| Kanada                | 8    | 3          | 2          | 403    | 409    | 0,985  | 9       | 9       | 1,000   |
| Tunézia               | 7    | 2          | 3          | 406    | 445    | 0,912  | 8       | 11      | 0,727   |
| Dél-Korea             | 6    | 1          | 4          | 433    | 469    | 0,923  | 7       | 13      | 0,538   |
| Kazahsztán            | 5    | 0          | 5          | 351    | 422    | 0,832  | 2       | 15      | 0,133   |

| 2006. november 17. 13:00 | Kanada                | 3–0 | Kazahsztán | Szendai Nézőszám: 585 |
| 2006. november 17. 13:00 | (25–21, 26–24, 25–21) |     |            | Szendai Nézőszám: 585 |

| 2006. november 17. 15:00 | Oroszország           | 0–3 | Szerbia és Montenegró | Szendai Nézőszám: 750 |
| 2006. november 17. 15:00 | (22–25, 18–25, 23–25) |     |                       | Szendai Nézőszám: 750 |

| 2006. november 17. 18:00 | Tunézia                             | 3–2 | Dél-Korea | Szendai Nézőszám: 720 |
| 2006. november 17. 18:00 | (25–22, 24–26, 17–25, 28–26, 15–13) |     |           | Szendai Nézőszám: 720 |

| 2006. november 18. 13:00 | Oroszország           | 3–0 | Tunézia | Szendai Nézőszám: 700 |
| 2006. november 18. 13:00 | (25–15, 29–27, 25–20) |     |         | Szendai Nézőszám: 700 |

| 2006. november 18. 15:00 | Szerbia és Montenegró        | 3–1 | Kazahsztán | Szendai Nézőszám: 1 020 |
| 2006. november 18. 15:00 | (25–16, 22–25, 25–18, 25–22) |     |            | Szendai Nézőszám: 1 020 |

| 2006. november 18. 18:00 | Dél-Korea                    | 1–3 | Kanada | Szendai Nézőszám: 2 015 |
| 2006. november 18. 18:00 | (28–26, 23–25, 16–25, 23–25) |     |        | Szendai Nézőszám: 2 015 |

| 2006. november 19. 13:00 | Kazahsztán                   | 1–3 | Dél-Korea | Szendai Nézőszám: 1 255 |
| 2006. november 19. 13:00 | (22–25, 25–23, 18–25, 21–25) |     |           | Szendai Nézőszám: 1 255 |

| 2006. november 19. 15:00 | Tunézia               | 0–3 | Szerbia és Montenegró | Szendai Nézőszám: 3 040 |
| 2006. november 19. 15:00 | (21–25, 12–25, 23–25) |     |                       | Szendai Nézőszám: 3 040 |

| 2006. november 19. 18:00 | Kanada                | 0–3 | Oroszország | Szendai Nézőszám: 2 020 |
| 2006. november 19. 18:00 | (19–25, 20–25, 21–25) |     |             | Szendai Nézőszám: 2 020 |

| 2006. november 21. 13:00 | Tunézia                             | 2–3 | Kanada | Szendai Nézőszám: 691 |
| 2006. november 21. 13:00 | (15–25, 29–27, 25–21, 21–25, 13–15) |     |        | Szendai Nézőszám: 691 |

| 2006. november 21. 15:00 | Szerbia és Montenegró        | 3–1 | Dél-Korea | Szendai Nézőszám: 1 250 |
| 2006. november 21. 15:00 | (25–22, 23–25, 25–21, 25–18) |     |           | Szendai Nézőszám: 1 250 |

| 2006. november 21. 18:00 | Oroszország           | 3–0 | Kazahsztán | Szendai Nézőszám: 1 920 |
| 2006. november 21. 18:00 | (25–16, 25–18, 25–18) |     |            | Szendai Nézőszám: 1 920 |

| 2006. november 22. 13:00 | Kazahsztán            | 0–3 | Tunézia | Szendai Nézőszám: 703 |
| 2006. november 22. 13:00 | (19–25, 23–25, 24–26) |     |         | Szendai Nézőszám: 703 |

| 2006. november 22. 15:00 | Kanada                | 0–3 | Szerbia és Montenegró | Szendai Nézőszám: 1 005 |
| 2006. november 22. 15:00 | (18–25, 18–25, 17–25) |     |                       | Szendai Nézőszám: 1 005 |

| 2006. november 22. 18:00 | Dél-Korea             | 0–3 | Oroszország | Szendai Nézőszám: 1 550 |
| 2006. november 22. 18:00 | (13–25, 21–25, 13–25) |     |             | Szendai Nézőszám: 1 550 |

## Középdöntő
| Színmagyarázat                                                             |
| -------------------------------------------------------------------------- |
| A csoportok első két helyezettje bejutott a elődöntőbe.                    |
| A csoportok harmadik és negyedik helyezettjei az 5–8. helyért játszhattak. |
| A csoportok ötödik és hatodik helyezettjei a 9–12. helyért játszhattak.    |
| A csoportok hetedik és nyolcadik helyezettjei kiestek.                     |

### E csoport
|               |      | Mérkőzések | Mérkőzések | Pontok | Pontok | Pontok | Szettek | Szettek | Szettek |
| Csapat        | Pont | Gy         | V          | P+     | P–     | PA     | Sz+     | Sz–     | SzA     |
| ------------- | ---- | ---------- | ---------- | ------ | ------ | ------ | ------- | ------- | ------- |
| Lengyelország | 14   | 7          | 0          | 556    | 479    | 1,161  | 21      | 2       | 10,500  |
| Szerbia       | 13   | 6          | 1          | 561    | 479    | 1,171  | 18      | 5       | 3,600   |
| Oroszország   | 12   | 5          | 2          | 545    | 461    | 1,182  | 17      | 6       | 2,833   |
| Japán         | 11   | 4          | 3          | 600    | 607    | 0,988  | 12      | 14      | 0,857   |
| Puerto Rico   | 9    | 2          | 5          | 625    | 654    | 0,956  | 10      | 17      | 0,588   |
| Kanada        | 9    | 2          | 5          | 527    | 605    | 0,871  | 7       | 19      | 0,368   |
| Argentína     | 8    | 1          | 6          | 621    | 674    | 0,921  | 9       | 20      | 0,450   |
| Tunézia       | 8    | 1          | 6          | 612    | 688    | 0,890  | 9       | 20      | 0,450   |

| 2006. november 25. 13:00 | Puerto Rico                  | 1–3 | Szerbia és Montenegró | Szendai Nézőszám: 2 550 |
| 2006. november 25. 13:00 | (18–25, 23–25, 25–20, 23–25) |     |                       | Szendai Nézőszám: 2 550 |

| 2006. november 25. 11:00 | Argentína             | 0–3 | Oroszország | Szendai Nézőszám: 1 196 |
| 2006. november 25. 11:00 | (18–25, 20–25, 14–25) |     |             | Szendai Nézőszám: 1 196 |

| 2006. november 25. 18:00 | Japán                        | 3–1 | Kanada | Szendai Nézőszám: 7 659 |
| 2006. november 25. 18:00 | (23–25, 25–21, 25–17, 25–22) |     |        | Szendai Nézőszám: 7 659 |

| 2006. november 25. 15:5 | Lengyelország         | 3–0 | Tunézia | Szendai Nézőszám: 3 656 |
| 2006. november 25. 15:5 | (25–22, 25–18, 25–23) |     |         | Szendai Nézőszám: 3 656 |

| 2006. november 26. 15:00 | Puerto Rico           | 0–3 | Oroszország | Szendai Nézőszám: 4 596 |
| 2006. november 26. 15:00 | (20–25, 16–25, 15–25) |     |             | Szendai Nézőszám: 4 596 |

| 2006. november 26. 11:00 | Argentína                    | 1–3 | Szerbia és Montenegró | Szendai Nézőszám: 1 553 |
| 2006. november 26. 11:00 | (18–25, 16–25, 26–24, 17–25) |     |                       | Szendai Nézőszám: 1 553 |

| 2006. november 26. 18:00 | Japán                              | 3–2 | Tunézia | Szendai Nézőszám: 8 285 |
| 2006. november 26. 18:00 | (23–25, 23–25, 25–22, 25–23, 15–6) |     |         | Szendai Nézőszám: 8 285 |

| 2006. november 26. 13:5 | Lengyelország         | 3–0 | Kanada | Szendai Nézőszám: 3 018 |
| 2006. november 26. 13:5 | (25–21, 25–17, 25–17) |     |        | Szendai Nézőszám: 3 018 |

| 2006. november 28. 11:00 | Puerto Rico           | 3–0 | Kanada | Szendai Nézőszám: 1 197 |
| 2006. november 28. 11:00 | (25–22, 25–21, 25–16) |     |        | Szendai Nézőszám: 1 197 |

| 2006. november 28. 13:00 | Argentína                           | 3–2 | Tunézia | Szendai Nézőszám: 2 070 |
| 2006. november 28. 13:00 | (25–20, 25–27, 21–25, 25–21, 15–12) |     |         | Szendai Nézőszám: 2 070 |

| 2006. november 28. 18:7 | Japán                 | 0–3 | Szerbia és Montenegró | Szendai Nézőszám: 7 826 |
| 2006. november 28. 18:7 | (26–28, 16–25, 21–25) |     |                       | Szendai Nézőszám: 7 826 |

| 2006. november 28. 15:25 | Lengyelország                       | 3–2 | Oroszország | Szendai Nézőszám: 4 142 |
| 2006. november 28. 15:25 | (19–25, 19–25, 25–22, 25–20, 15–11) |     |             | Szendai Nézőszám: 4 142 |

| 2006. november 29. 13:25 | Puerto Rico                         | 2–3 | Tunézia | Szendai Nézőszám: 2 238 |
| 2006. november 29. 13:25 | (40–38, 26–28, 25–16, 22–25, 11–15) |     |         | Szendai Nézőszám: 2 238 |

| 2006. november 29. 11:00 | Argentína                           | 2–3 | Kanada | Szendai Nézőszám: 1 216 |
| 2006. november 29. 11:00 | (25–19, 25–18, 21–25, 20–25, 13–15) |     |        | Szendai Nézőszám: 1 216 |

| 2006. november 29. 18:5 | Japán                 | 0–3 | Oroszország | Szendai Nézőszám: 8 486 |
| 2006. november 29. 18:5 | (20–25, 18–25, 20–25) |     |             | Szendai Nézőszám: 8 486 |

| 2006. november 29. 16:5 | Lengyelország         | 3–0 | Szerbia és Montenegró | Szendai Nézőszám: 4 468 |
| 2006. november 29. 16:5 | (28–26, 25–19, 25–19) |     |                       | Szendai Nézőszám: 4 468 |

### F csoport
|                  |      | Mérkőzések | Mérkőzések | Pontok | Pontok | Pontok | Szettek | Szettek | Szettek |
| Csapat           | Pont | Gy         | V          | P+     | P–     | PA     | Sz+     | Sz–     | SzA     |
| ---------------- | ---- | ---------- | ---------- | ------ | ------ | ------ | ------- | ------- | ------- |
| Brazília         | 13   | 6          | 1          | 589    | 510    | 1,155  | 19      | 5       | 3,800   |
| Bulgária         | 13   | 6          | 1          | 645    | 601    | 1,073  | 19      | 9       | 2,111   |
| Franciaország    | 12   | 5          | 2          | 679    | 640    | 1,061  | 18      | 12      | 1,500   |
| Olaszország      | 11   | 4          | 3          | 606    | 564    | 1,074  | 16      | 11      | 1,455   |
| Egyesült Államok | 10   | 3          | 4          | 579    | 619    | 0,935  | 12      | 15      | 0,800   |
| Németország      | 9    | 2          | 5          | 577    | 609    | 0,947  | 10      | 16      | 0,625   |
| Csehország       | 8    | 1          | 6          | 565    | 602    | 0,939  | 6       | 19      | 0,316   |
| Kuba             | 8    | 1          | 6          | 523    | 618    | 0,846  | 6       | 19      | 0,316   |

| 2006. november 25. 13:00 | Brazília              | 3–0 | Egyesült Államok | Hirosima Nézőszám: 2 860 |
| 2006. november 25. 13:00 | (25–19, 25–18, 25–23) |     |                  | Hirosima Nézőszám: 2 860 |

| 2006. november 25. 15:00 | Franciaország         | 3–0 | Csehország | Hirosima Nézőszám: 2 940 |
| 2006. november 25. 15:00 | (25–19, 25–23, 25–18) |     |            | Hirosima Nézőszám: 2 940 |

| 2006. november 25. 18:00 | Németország           | 0–3 | Olaszország | Hirosima Nézőszám: 2 850 |
| 2006. november 25. 18:00 | (23–25, 22–25, 16–25) |     |             | Hirosima Nézőszám: 2 850 |

| 2006. november 25. 11:00 | Kuba                  | 0–3 | Bulgária | Hirosima Nézőszám: 2 080 |
| 2006. november 25. 11:00 | (22–25, 18–25, 20–25) |     |          | Hirosima Nézőszám: 2 080 |

| 2006. november 26. 13:30 | Brazília              | 3–0 | Csehország | Hirosima Nézőszám: 3 320 |
| 2006. november 26. 13:30 | (25–22, 25–20, 26–24) |     |            | Hirosima Nézőszám: 3 320 |

| 2006. november 26. 11:00 | Franciaország                       | 3–2 | Egyesült Államok | Hirosima Nézőszám: 2 530 |
| 2006. november 26. 11:00 | (17–25, 25–12, 24–26, 25–17, 15–11) |     |                  | Hirosima Nézőszám: 2 530 |

| 2006. november 26. 15:25 | Németország                  | 1–3 | Bulgária | Hirosima Nézőszám: 3 180 |
| 2006. november 26. 15:25 | (22–25, 25–23, 20–25, 18–25) |     |          | Hirosima Nézőszám: 3 180 |

| 2006. november 26. 18:00 | Kuba                         | 1–3 | Olaszország | Hirosima Nézőszám: 3 060 |
| 2006. november 26. 18:00 | (20–25, 15–25, 25–23, 15–25) |     |             | Hirosima Nézőszám: 3 060 |

| 2006. november 28. 16:30 | Brazília              | 3–0 | Olaszország | Hirosima Nézőszám: 2 150 |
| 2006. november 28. 16:30 | (25–23, 25–20, 25–20) |     |             | Hirosima Nézőszám: 2 150 |

| 2006. november 28. 11:00 | Franciaország                       | 2–3 | Bulgária | Hirosima Nézőszám: 860 |
| 2006. november 28. 11:00 | (25–23, 25–22, 22–25, 22–25, 10–15) |     |          | Hirosima Nézőszám: 860 |

| 2006. november 28. 13:35 | Németország                         | 2–3 | Egyesült Államok | Hirosima Nézőszám: 1 210 |
| 2006. november 28. 13:35 | (28–30, 25–15, 26–24, 24–26, 13–15) |     |                  | Hirosima Nézőszám: 1 210 |

| 2006. november 28. 18:20 | Kuba                         | 3–1 | Csehország | Hirosima Nézőszám: 1 530 |
| 2006. november 28. 18:20 | (31–29, 26–24, 24–26, 26–24) |     |            | Hirosima Nézőszám: 1 530 |

| 2006. november 29. 13:00 | Brazília                     | 3–1 | Bulgária | Hirosima Nézőszám: 1 880 |
| 2006. november 29. 13:00 | (25–22, 20–25, 25–22, 25–16) |     |          | Hirosima Nézőszám: 1 880 |

| 2006. november 29. 18:00 | Franciaország                       | 3–2 | Olaszország | Hirosima Nézőszám: 2 170 |
| 2006. november 29. 18:00 | (25–23, 25–17, 17–25, 23–25, 15–10) |     |             | Hirosima Nézőszám: 2 170 |

| 2006. november 29. 15:15 | Németország                  | 1–3 | Csehország | Hirosima Nézőszám: 1 620 |
| 2006. november 29. 15:15 | (23–25, 27–25, 21–25, 13–25) |     |            | Hirosima Nézőszám: 1 620 |

| 2006. november 29. 11:00 | Kuba                  | 0–3 | Egyesült Államok | Hirosima Nézőszám: 1 140 |
| 2006. november 29. 11:00 | (22–25, 17–25, 22–25) |     |                  | Hirosima Nézőszám: 1 140 |

## Egyenes kieséses szakasz

### A 9–12. helyért
| 2006. december 2. 14:00 | Egyesült Államok                   | 3–2 | Kanada | Tokió Nézőszám: 650 |
| 2006. december 2. 14:00 | (25–21, 24–26, 12–25, 25–21, 15–9) |     |        | Tokió Nézőszám: 650 |

| 2006. december 2. 16:30 | Puerto Rico                  | 1–3 | Németország | Tokió Nézőszám: 780 |
| 2006. december 2. 16:30 | (19–25, 25–23, 19–25, 18–25) |     |             | Tokió Nézőszám: 780 |

### Az 5–8. helyért
| 2006. december 2. 18:00 | Franciaország                | 3–1 | Japán | Tokió Nézőszám: 7 661 |
| 2006. december 2. 18:00 | (25–23, 25–27, 25–18, 25–12) |     |       | Tokió Nézőszám: 7 661 |

| 2006. december 2. 18:50 | Oroszország           | 0–3 | Olaszország | Tokió Nézőszám: 920 |
| 2006. december 2. 18:50 | (23–25, 22–25, 20–25) |     |             | Tokió Nézőszám: 920 |

### Elődöntők
| 2006. december 2. 12:30 | Brazília                     | 3–1 | Szerbia és Montenegró | Tokió Nézőszám: 2 689 |
| 2006. december 2. 12:30 | (25–19, 15–25, 25–22, 25–12) |     |                       | Tokió Nézőszám: 2 689 |

| 2006. december 2. 15:00 | Lengyelország                | 3–1 | Bulgária | Tokió Nézőszám: 5 456 |
| 2006. december 2. 15:00 | (25–20, 26–28, 25–23, 25–23) |     |          | Tokió Nézőszám: 5 456 |

### A 11. helyért
| 2006. december 3. 12:00 | Puerto Rico                  | 1–3 | Kanada | Tokió Nézőszám: 2 484 |
| 2006. december 3. 12:00 | (17–25, 25–18, 22–25, 21–25) |     |        | Tokió Nézőszám: 2 484 |

### A 9. helyért
| 2006. december 3. 13:00 | Németország                         | 3–2 | Egyesült Államok | Tokió Nézőszám: 535 |
| 2006. december 3. 13:00 | (25–17, 25–18, 25–27, 20–25, 17–15) |     |                  | Tokió Nézőszám: 535 |

### A 7. helyért
| 2006. december 3. 18:00 | Oroszország                  | 3–1 | Japán | Tokió Nézőszám: 10 000 |
| 2006. december 3. 18:00 | (25–18, 22–25, 25–18, 25–17) |     |       | Tokió Nézőszám: 10 000 |

### Az 5. helyért
| 2006. december 3. 15:00 | Olaszország           | 3–0 | Franciaország | Tokió Nézőszám: 835 |
| 2006. december 3. 15:00 | (25–19, 25–17, 30–28) |     |               | Tokió Nézőszám: 835 |

### Bronzmérkőzés
| 2006. december 3. 14:30 | Bulgária                     | 3–1 | Szerbia és Montenegró | Tokió Nézőszám: 4 900 |
| 2006. december 3. 14:30 | (22–25, 25–23, 25–23, 25–23) |     |                       | Tokió Nézőszám: 4 900 |

### Döntő
| 2006. december 3. 19:30 | Lengyelország         | 0–3 | Brazília | Tokió Nézőszám: 9 200 |
| 2006. december 3. 19:30 | (12–25, 22–25, 17–25) |     |          | Tokió Nézőszám: 9 200 |

| A 2006-os férfi röplabda-világbajnokság győztese |
| ------------------------------------------------ |
| · Brazília · 2. cím                              |